# Manucodia
Manucodia és un gènere d'ocells de la família dels paradiseids (Paradisaeidae).

## Taxonomia
Sovint classificat en 4 espècies, a la Classificació del Congrés Ornitològic Internacional (versió 13.1, 2023) però, aquest gènere figura format per cinc espècies:
- Manucodia ater - ocell del paradís negre.
- Manucodia alter - ocell del paradís de Tagula.
- Manucodia jobiensis - ocell del paradís de Jobi.
- Manucodia chalybatus - ocell del paradís metàl·lic.
- Manucodia comrii - ocell del paradís de Comrie.